# Coma d'Estats
La coma d'Estats és un circ d'origen glacial situat a la capçalera de la Noguera de Vallferrera al Pallars Sobirà (Parc Natural de l'Alt Pirineu), aigües amunt del torrent i de l'estany de Sotllo. Coma (geografia).

## Hidrografia
El fons de la cubeta glacial l'ocupa l'estany d'Estats (2.450m) amb una superfície de 5,3 ha. Hi aflueixen les aigües procedents de l'estany occidental de Canalbona, el més alt de Catalunya (2.875m) amb una superfície de 0,9 ha i del petit estany Gelat (2.693m), situats a la zona més oriental de la coma d'Estats. La coma d'Estats resta innivada sovint fins a finals de juliol i les seves aigües desguassen al veí estany de Sotllo (2.343m) que ocupa 4,8 ha.
La zona on s'ubica la coma d'Estats, juntament amb altres comes i estanys de la Vall Ferrera, està inclosa en l'Inventari de zones humides de Catalunya (2011).

## Geologia
La regió de Vall Ferrera presenta la particularitat d'estar conformada per roques antigues de composició cambroordovíciana. Aquestes roques poden contenir pirita, la qual al oxidar-se, adquireix una tonalitat vermella intensa. El terreny d'aquesta zona també és caracteritzat per la seva formació geològica, la sinclinal de Llavorsí, que està constituïda per pissarres amb minerals de ferro que han estat explotades des de temps passats. Els punts més elevats són el massís de Sotllo-Pica d'Estats, la Pica Roja i el Monteixo, que exemplifiquen les roques que predominen en aquesta regió.

## Orografia
Cims i collades que tanquen i envolten la coma d'Estats: Pic de Sotllo (3.073m), Port de Sotllo (2.874m), Pica d'Estats (3.143m) (amb els seus tres cimals), Pic Rodó de Canalbona (3.005m), Port de Riufred (2.724m), Pic de Canalbona (2.966m), Agulla de Canalbona (2.874m) i Pic de l'Estany Fons (2.813m).

## Accés
És una zona molt transitada pels excursionistes. La manera més fàcil d'accedir-hi és seguir la ruta o via normal d'ascens a la Pica d'Estats, pel sender que parteix del refugi de Vallferrera, pel barranc de Sotllo i el pont de la Socalma de Sotllo, continuant l'itinerari cap a l'estany de Sotllo, que es volta pel seu vessant oest, i més endavant supera una part més engorjada i pendent que ens porta fins a l'estany d'Estats.
No confondre amb la cometa d'Estats que és al nord del port de Sotllo (vessant Arieja) a la valleta de Bars, on també hi trobem un estany estanh o étang anomenat d'Estats.